# بیگ استینک
بیگ استینک (به انگلیسی: Big Stink) یک هواگرد ساختِ کارخانهٔ گلن ال. مارتین کمپانی در کشور ایالات متحده آمریکا است.